# 오성훈 (가수)
오성훈(1979년 6월 27일 ~ 2025년 2월 3일)은 대한민국의 힙합 그룹 피플 크루 출신의 가수이자 작곡가이다. 이태원 문 나이트에서 비보이로 활동하다 1997년 그룹 피플 크루를 결성하고 데뷔했다.
1998년 공개된 피플크루 힙합 댄스 비디오 1집 '힙합 네이션'(Hiphop Nation)에서 에어트랙이라는 고난도 기술로 댄스신에서 유명해졌다.
팀은 이후 1999년 1집 음반을 발매하면서 가수로서의 음악 활동도 시작하였다. 총 3장의 정규 앨범을 남겼으며 가수 MC몽도 이 팀의 멤버로 활동한 경력이 있다. 이후 가수 보다는 작곡가 겸 작가사로 더 명성을 날렸다.
팀이 해체된 뒤로는 2005년 소리(SoRi)의 '만나고 싶다'를 작곡하며 작곡가로 활동을 시작했다. 대표곡으로는 조영수와 공동 작곡한 케이윌의 '러브119', 단독 작곡한 제이세라의 '사랑시 고백구 행복동' 등이 있다. 드라마 ‘못된 사랑’ 주제곡 ‘가슴이 슬퍼’, KCM의 ‘슬픈 눈사람’, 신혜성의 ‘나이’, MC몽의 ‘허클베리 몽의 모험’ 등을 작곡했다. 또, SG워너비 ‘비틀즈의 음악보다’, 브라이언의 ‘일년을 겨울에 살아’ 등의 가사를 썼다.
재벌집 막내아들, 드라마의 제왕, 그 겨울 바람이 분다, 하이에나, 군주, 싱어게인2 등 다양한 드라마와 음악 프로그램의 프로듀서로 활동했다.
2025년 2월 3일 새벽 녹음실에서 세상을 떠났다.